# Achille in Sciro (Nicola Giolfino)
Achille in Sciro è un'opera del pittore veronese Nicola Giolfino (1476-1555), oggi conservata nel museo di Castelvecchio a Verona. Probabilmente in origine faceva parte di una serie di dipinti oppure si trattava di un elemento decorativo inserito in un mobile di arredamento, una tipologia di opera che si trova piuttosto di frequente nella produzione del Giolfino. La scena rappresentata si ispira all'episodio mitologico di Achille a Sciro come raccontata dal poeta latino Publio Papinio Stazio. Dell'opera è stata sottolineata «l'arguzia narrativa e la vivace gestualità, [...] che si nobilitano qui in una nuova scioltezza di segno e di colore, ormai lontana dalla Pentecoste di Santa Anastasia del 1518».